# Niceforo II (metropolita di Kiev)
Niceforo II (... – 1198) è stato metropolita di Kiev e di tutta la Rus' dal 1182 o 1183 e fino alla sua morte, avvenuta nel 1198.

## Biografia
Si conosce un numero relativamente scarno di informazioni relative alla vita e alle attività compiute da Niceporo II. È noto che fosse di origine greca. Arrivato a Kiev nel 1182, le prime informazioni sulle sue attività risalgono al 1183: il 29 luglio o il 5 agosto di quell'anno, Niceforo tonsurò a monaco il nuovo abate del monastero delle Grotte di Kiev, il sacerdote Basilio. Inoltre, nello stesso anno consacrò vescovo di Rostov il greco Nicola, opponendosi alla volontà del principe Vsevolod III Jur'evič, il quale aveva individuato un proprio candidato per quella sede. Nel conflitto che ne seguì, il metropolita cedette al principe e mandò Nicola come vescovo a Polack, nominando vescovo di Rostov Luca, gradito a Vsevolod.
Nel 1194 celebrò la cerimonia di insediamento di Rjurik Rostislavič sul trono di Kiev. Nel 1195, rivolgendo degli ammonimenti e consigli, scongiurò uno spargimento di sangue durante una disputa sorta tra il principe di Kiev Rjurik e il principe di Suzdal' Vsevolod. Nel 1197 consacrò la chiesa di San Basilio della Nuova Corte. Resse la metropolia di Kiev fino alla sua morte nel 1198.